# Hoofdklasse (mannenhandbal) 2019/20
De hoofdklasse is de laagste afdeling van het Nederlandse handbal bij de heren op landelijk niveau. De hoofdklasse bestaat uit vier gelijkwaardige onafhankelijke groepen/competities (A, B, C en D), elk bestaande uit 12 teams en een eigen kampioen. Het kan voorkomen, e.g. omdat teams zich terugtrekken, dat een competitie uit minder dan 12 teams bestaat.

## Gevolgen van de coronacrisis in Nederland
Nadat eerder alle wedstrijden tussen 12 en 22 maart 2020 waren afgelast, heeft op 24 maart het bondsbestuur van het NHV, alle competities voor het seizoen 2019/2020 als beëindigd verklaard. De belangrijkste consequenties waren dat de standen op 10 maart, de dag waarop de laatste wedstrijden zijn gespeeld, als de eindstanden golden, en dat er voor dit seizoen geen reglementaire promotie/degradatie bestond. Zelfs niet voor ploegen die dachten al zeker te zijn van promotie of degradatie, daar tegenover een promoverende ook een degraderende ploeg staat en veelal, zoniet altijd, beide nog niet bekend waren. Dit als gevolg van de op 23 maart door het kabinet genomen aangescherpte maatregelen in verband met de coronacrisis in Nederland waardoor er zeker tot 1 juni geen verdere wedstrijden meer gespeeld konden worden.
Hieronder wordt de situatie getoond zoals deze op 10 maart 2020 bestond, inclusief hetgeen dat in de planning stond. Voor de duidelijkheid, het ingeplande is definitief afgelast en de standen zijn als de eindstanden bepaald.

## Opzet
In het seizoen 2020/21 wordt de eerste divisie met twee teams, van veertien naar twaalf, teruggebracht. Dit betekent dat er niet alleen in de eerste divisie twee extra teams degraderen, maar ook op alle onderliggende niveaus. Dit seizoen degraderen er dus niet zeven maar negen teams uit de gezamenlijke hoofdklassen. Daardoor wordt dit seizoen een soort tussenjaar met een gewijzigde opzet.
- De vier kampioenen promoveren rechtstreeks naar de tweede divisie.
- De ploegen die als een-na-laatste (elfde) en laatste (twaalfde) eindigen degraderen rechtstreeks naar de regio eerste klasse.
- Daarnaast spelen de vier ploegen die als tiende zijn geëindigd onderling een halve competitie. De ploeg die hierbij als laatste eindigt, degradeert eveneens naar de regio eerste klasse, en de overige drie ploegen handhaven zich in de hoofdklasse.

Er promoveren dus 4 ploegen, en er degraderen 9 (gelijk aan het aantal eerste klassen bij de heren plus twee extra) ploegen.
- Indien er een mogelijkheid bestaat dat er op hoger niveau e.g. ploegen zich terugtrekken en er daardoor extra ploegen kunnen promoveren, worden er zogenaamde rangorde wedstrijden gespeeld tussen de vier ploegen die als tweede geëindigd. Dit betreft een halve competitie waarin de volgorde wordt uitgemaakt van het eerste recht tot promotie indien er extra ploegen kunnen promoveren.

## Hoofdklasse A

### Teams
| Ploeg                  | Plaats           | Provincie  | Hal                      |
| ---------------------- | ---------------- | ---------- | ------------------------ |
| AHV Achilles           | Apeldoorn        | Gelderland | Matenpark                |
| Sani4all/Artemis '15   | Doetinchem       | Gelderland | Kon. Beatrixcentrum      |
| Cirkeltijgers          | Groningen        | Groningen  | ACLO Sportcomplex        |
| D.O.S.                 | Emmer-Compascuum | Drenthe    | De Klabbe                |
| Duiven                 | Duiven           | Gelderland | Sportcentrum Triominos   |
| Erix                   | Lichtenvoorde    | Gelderland | Hamalandhal              |
| JD Techniek/Hurry-Up 2 | Zwartemeer       | Drenthe    | De Eendracht             |
| LHV                    | Leusden          | Utrecht    | Sportcomplex Buiningpark |
| Twente                 | Hengelo          | Overijssel | Sporthal Veldwijk        |
| Udi '96                | Arnhem           | Gelderland | Kermisland               |
| Unitas 2               | Rolde            | Drenthe    | De Boerhoorn             |
| V en S                 | Groningen        | Groningen  | Sporthal Lewenborg       |

>> Resterende programma afgelast, het getoonde is de oorspronkelijke planning. <<

### Stand
| Pos | Team                   | Wed | W  | G | V  | Ptn | DV  | DT  | +/−  | Opmerking                                                |
| --- | ---------------------- | --- | -- | - | -- | --- | --- | --- | ---- | -------------------------------------------------------- |
| 1   | AHV Achilles           | 19  | 15 | 1 | 3  | 31  | 560 | 466 | +94  | Promoveert naar de tweede divisie                        |
| 2   | D.O.S.                 | 19  | 14 | 1 | 4  | 29  | 539 | 481 | +58  |                                                          |
| 3   | Sani4all/Artemis '15   | 18  | 13 | 2 | 3  | 28  | 492 | 393 | +99  |                                                          |
| 4   | Duiven                 | 19  | 11 | 1 | 7  | 23  | 554 | 519 | +35  |                                                          |
| 5   | Cirkeltijgers          | 19  | 9  | 0 | 10 | 18  | 476 | 522 | −46  |                                                          |
| 6   | V en S                 | 18  | 7  | 3 | 8  | 17  | 428 | 466 | −38  |                                                          |
| 7   | Unitas 2               | 17  | 7  | 2 | 8  | 16  | 470 | 455 | +15  |                                                          |
| 8   | JD Techniek/Hurry-Up 2 | 19  | 7  | 2 | 10 | 16  | 501 | 541 | −40  |                                                          |
| 9   | Twente                 | 19  | 7  | 1 | 11 | 15  | 519 | 500 | +19  |                                                          |
| 10  | Udi '96                | 19  | 6  | 1 | 12 | 13  | 487 | 500 | −13  | Nacompetitie voor degradatie naar de regio eerste klasse |
| 11  | Erix                   | 18  | 5  | 2 | 11 | 12  | 440 | 495 | −55  | Degraderen naar de regio eerste klasse                   |
| 12  | LHV                    | 18  | 2  | 0 | 16 | 4   | 447 | 575 | −128 | Degraderen naar de regio eerste klasse                   |

### Programma/Uitslagen
| Thuis \ Uit            | ACH    | ART    | CIR    | DOS    | DUI    | ERI    | HUR    | LHV    | TWE    | UDI    | UNI    | V&S    |
| ---------------------- | ------ | ------ | ------ | ------ | ------ | ------ | ------ | ------ | ------ | ------ | ------ | ------ |
| AHV Achilles           |        | 26–25  | 44–18  | 29–21  | 30–26  | 30–20  | 27–20  | 42–20  | 37–27  | 29–20  | 28 mrt | 28–25  |
| Sani4all/Artemis '15   | 34–18  |        | 31–25  | 17–21  | 27–27  | 33–14  | 28 mrt | 39–19  | 29–22  | 27–20  | 29–22  | 30–23  |
| Cirkeltijgers          | 4 apr  | 24–26  |        | 22 mrt | 23–29  | 33–25  | 28–19  | 31–26  | 26–25  | 25–23  | 24–23  | 22–24  |
| D.O.S.                 | 28–28  | 20–24  | 35–26  |        | 33–25  | 29 mrt | 30–21  | 33–20  | 35–23  | 29–27  | 30–29  | 31–25  |
| Duiven                 | 19–37  | 5 apr  | 30–27  | 33–26  |        | 35–33  | 30–28  | 35–27  | 22 mrt | 29–20  | 30–22  | 41–21  |
| Erix                   | 18–19  | 23–24  | 35–28  | 24–27  | 24–28  |        | 21 mrt | 27–23  | 30–28  | 17–18  | 14 mrt | 5 apr  |
| JD Techniek/Hurry-Up 2 | 25–27  | 25–30  | 22–32  | 5 apr  | 34–33  | 27–27  |        | 37–24  | 29–27  | 33–31  | 30–27  | 28–18  |
| LHV                    | 19–27  | 22 mrt | 21–27  | 29–31  | 29 mrt | 30–31  | 29–26  |        | 22–39  | 41–32  | 23–25  | 23–24  |
| Twente                 | 38–25  | 21–19  | 22–23  | 22–25  | 20–32  | 25–25  | 33–14  | 37–27  |        | 29 mrt | 32–24  | 26–19  |
| Udi '96                | 21 mrt | 20–25  | 31–18  | 27–35  | 28–19  | 27–15  | 32–34  | 5 apr  | 33–27  |        | 31–24  | 21–22  |
| Unitas 2               | 42–33  | 18 mrt | 31–16  | 28–31  | 26–24  | 33–23  | 31–24  | 32–24  | 5 apr  | 27–27  |        | 22 mrt |
| V en S                 | 21–24  | 23–23  | 29 mrt | 24–18  | 33–29  | 27–29  | 25–25  | 13 mrt | 26–25  | 24–19  | 24–24  |        |

## Hoofdklasse B

### Teams
| Ploeg                        | Plaats            | Provincie     | Hal                |
| ---------------------------- | ----------------- | ------------- | ------------------ |
| Bevo HC 3                    | Panningen         | Limburg       | De Heuf            |
| Blerick                      | Venlo             | Limburg       | Egerbos            |
| Dongen/DESK                  | Dongen            | Noord-Brabant | De Salamander      |
| The Flyers                   | Wijchen           | Gelderland    | Arcus Sportcentrum |
| Gemini (V)                   | Voerendaal        | Limburg       | De Joffer          |
| Huissen/DFS Arnhem           | Huissen           | Gelderland    | De Brink           |
| NOAV                         | Susteren          | Limburg       | Reinoudhal         |
| PSV Handbal                  | Eindhoven         | Noord-Brabant | De Tempel          |
| United Breda/Orion (R)       | Breda             | Noord-Brabant | Haagse Beemden     |
| Cabooter Group/HandbaL Venlo | Venlo             | Limburg       | Craneveld          |
| V.I.O.S.                     | Heythuysen        | Limburg       | Aoreven            |
| Zwart-Wit                    | Oirsbeek-Schinnen | Limburg       | De Oirsprong MFC   |

>> Resterende programma afgelast, het getoonde is de oorspronkelijke planning. <<

### Stand
| Pos | Team                         | Wed | W  | G | V  | Ptn | DV  | DT  | +/−  | Opmerking                                                |
| --- | ---------------------------- | --- | -- | - | -- | --- | --- | --- | ---- | -------------------------------------------------------- |
| 1   | PSV Handbal                  | 19  | 18 | 0 | 1  | 36  | 579 | 380 | +199 | Promoveert naar de tweede divisie                        |
| 2   | V.I.O.S.                     | 19  | 16 | 0 | 3  | 32  | 618 | 496 | +122 |                                                          |
| 3   | Bevo HC 3                    | 19  | 12 | 0 | 7  | 24  | 504 | 454 | +50  |                                                          |
| 4   | Gemini (V)                   | 19  | 10 | 2 | 7  | 22  | 472 | 416 | +56  |                                                          |
| 5   | Zwart-Wit                    | 19  | 10 | 1 | 8  | 21  | 504 | 474 | +30  |                                                          |
| 6   | Huissen/DFS Arnhem           | 19  | 9  | 2 | 8  | 20  | 478 | 490 | −12  |                                                          |
| 7   | Dongen/DESK                  | 19  | 10 | 0 | 9  | 20  | 494 | 508 | −14  |                                                          |
| 8   | Cabooter Group/HandbaL Venlo | 19  | 8  | 1 | 10 | 17  | 503 | 525 | −22  |                                                          |
| 9   | Blerick                      | 19  | 8  | 0 | 11 | 16  | 354 | 397 | −43  |                                                          |
| 10  | NOAV                         | 19  | 3  | 2 | 14 | 8   | 492 | 585 | −93  | Nacompetitie voor degradatie naar de regio eerste klasse |
| 11  | The Flyers                   | 19  | 4  | 0 | 15 | 8   | 438 | 571 | −133 | Degraderen naar de regio eerste klasse                   |
| 12  | United Breda/Orion (R)       | 19  | 2  | 0 | 17 | 4   | 438 | 578 | −140 | Degraderen naar de regio eerste klasse                   |

### Programma/Uitslagen
| Thuis \ Uit                  | BEV    | BLE    | D&D    | FLY    | GEV    | H&D    | NOA    | PSV    | U&O    | VEN    | VIO    | ZWW   |
| ---------------------------- | ------ | ------ | ------ | ------ | ------ | ------ | ------ | ------ | ------ | ------ | ------ | ----- |
| Bevo HC 3                    |        | 22 mrt | 25–17  | 35–18  | 29–23  | 30–21  | 34–21  | 19–29  | 37–25  | 34–19  | 25–24  | 25–23 |
| Blerick                      | 16–24  |        | 18–19  | 28 mrt | 12–19  | 16–15  | 27–17  | 20–26  | 18–14  | 24–15  | 16–21  | 12–22 |
| Dongen/DESK                  | 26–18  | 22–26  |        | 27–17  | 21–19  | 28–34  | 21 mrt | 20–30  | 30–22  | 35–28  | 26–34  | 4 apr |
| The Flyers                   | 28–24  | 17–24  | 29–33  |        | 20–31  | 21 mrt | 4 apr  | 18–34  | 28–27  | 27–29  | 26–31  | 29–27 |
| Gemini (V)                   | 20–18  | 28–15  | 31–21  | 33–14  |        | 27–21  | 28–20  | 5 apr  | 22 mrt | 23–26  | 23–25  | 26–21 |
| Huissen/DFS Arnhem           | 29–28  | 14–15  | 24–23  | 27–26  | 27–22  |        | 29–29  | 24–28  | 27–20  | 35–21  | 28 mrt | 24–24 |
| NOAV                         | 28 mrt | 20–27  | 29–32  | 30–25  | 28–28  | 33–30  |        | 20–36  | 40–29  | 28–31  | 23–38  | 27–34 |
| PSV Handbal                  | 30–11  | 28–13  | 32–23  | 23–22  | 29–18  | 27–14  | 35–24  |        | 37–16  | 28 mrt | 35–26  | 31–19 |
| United Breda/Orion (R)       | 5 apr  | 27–14  | 28 mrt | 24–25  | 15–23  | 31–34  | 32–30  | 16–32  |        | 25–38  | 26–32  | 23–31 |
| Cabooter Group/HandbaL Venlo | 22–27  | 26–22  | 27–33  | 32–21  | 22–22  | 5 apr  | 37–27  | 27–32  | 29–26  |        | 29–32  | 23–26 |
| V.I.O.S.                     | 36–31  | 4 apr  | 37–26  | 47–29  | 32–28  | 39–24  | 26–21  | 30–25  | 44–22  | 21 mrt |        | 30–26 |
| Zwart-Wit                    | 27–30  | 23–19  | 28–32  | 33–19  | 28 mrt | 23–25  | 27–25  | 21 mrt | 29–18  | 26–22  | 35–34  |       |

## Hoofdklasse C

### Teams
| Ploeg            | Plaats                              | Provincie     | Hal                                                           |
| ---------------- | ----------------------------------- | ------------- | ------------------------------------------------------------- |
| Celeritas        | Bunnik                              | Utrecht       | De Tol                                                        |
| Drechtsteden     | Ridderkerk                          | Zuid-Holland  | Reijerhal                                                     |
| Gemini (Z)       | Zoetermeer                          | Zuid-Holland  | Oosterpoort                                                   |
| Groene Ster      | Zevenbergen                         | Noord-Brabant | De Borgh                                                      |
| Hercules 3       | Den Haag                            | Zuid-Holland  | Boswijk                                                       |
| Helius           | Hellevoetsluis                      | Zuid-Holland  | De Fazant                                                     |
| HMS/Achilles     | Utrecht                             | Utrecht       | Zuilen                                                        |
| De Meeuwen       | Rotterdam                           | Zuid-Holland  | De Wilgenring                                                 |
| U.S. 2           | Amsterdam                           | Noord-Holland | de Pijp                                                       |
| Van Tiel/Ventura | Schiedam                            | Zuid-Holland  | Sporthal Willem Alexander                                     |
| KRAS/Volendam 3  | Volendam                            | Noord-Holland | Opperdam                                                      |
| HC Zeeland       | Zierikzee - Middelburg - Vlissingen | Zeeland       | Laco Sportcentrum Schouwen-Duiveland, De Sprong en Baskenburg |

>> Resterende programma afgelast, het getoonde is de oorspronkelijke planning. <<

### Stand
| Pos | Team             | Wed | W  | G | V  | Ptn | DV  | DT  | +/− | Opmerking                                                |
| --- | ---------------- | --- | -- | - | -- | --- | --- | --- | --- | -------------------------------------------------------- |
| 1   | Groene Ster      | 19  | 15 | 0 | 4  | 30  | 574 | 476 | +98 | Promoveert naar de tweede divisie                        |
| 2   | KRAS/Volendam 3  | 19  | 13 | 0 | 6  | 26  | 590 | 530 | +60 |                                                          |
| 3   | Gemini (Z)       | 19  | 11 | 3 | 5  | 25  | 465 | 436 | +29 |                                                          |
| 4   | Van Tiel/Ventura | 19  | 9  | 2 | 8  | 20  | 506 | 474 | +32 |                                                          |
| 5   | U.S. 2           | 19  | 8  | 3 | 8  | 19  | 443 | 461 | −18 |                                                          |
| 6   | Celeritas        | 19  | 8  | 2 | 9  | 18  | 492 | 513 | −21 |                                                          |
| 7   | HC Zeeland       | 19  | 7  | 3 | 9  | 17  | 426 | 439 | −13 |                                                          |
| 8   | De Meeuwen       | 19  | 7  | 3 | 9  | 17  | 471 | 489 | −18 |                                                          |
| 9   | Drechtsteden     | 19  | 6  | 4 | 9  | 16  | 519 | 539 | −20 |                                                          |
| 10  | HMS/Achilles     | 19  | 7  | 1 | 11 | 15  | 432 | 456 | −24 | Nacompetitie voor degradatie naar de regio eerste klasse |
| 11  | Hercules 3       | 19  | 7  | 1 | 11 | 15  | 453 | 512 | −59 | Degraderen naar de regio eerste klasse                   |
| 12  | Helius           | 19  | 4  | 2 | 13 | 10  | 412 | 458 | −46 | Degraderen naar de regio eerste klasse                   |

### Programma/Uitslagen
| Thuis \ Uit      | CEL    | DRE    | GEM    | GRS    | HER    | HLS    | HMS    | MWN   | US     | VNT    | VOL    | ZLD    |
| ---------------- | ------ | ------ | ------ | ------ | ------ | ------ | ------ | ----- | ------ | ------ | ------ | ------ |
| Celeritas        |        | 27–27  | 26–29  | 29 mrt | 30–25  | 28–24  | 23–20  | 28–27 | 24–29  | 20–19  | 33–36  | 17–25  |
| Drechtsteden     | 31–32  |        | 28–28  | 26–31  | 28 mrt | 24–19  | 30–24  | 31–27 | 26–26  | 37–31  | 32–35  | 31–26  |
| Gemini (Z)       | 24–16  | 25–16  |        | 25–22  | 26–22  | 23–29  | 20–18  | 30–18 | 20–19  | 27–19  | 22–34  | 28 mrt |
| Groene Ster      | 30–31  | 32–23  | 27–21  |        | 36–25  | 21 mrt | 28–24  | 4 apr | 34–26  | 34–24  | 32–25  | 33–21  |
| Hercules 3       | 26–26  | 29–27  | 19–28  | 29–27  |        | 24–21  | 23–31  | 27–26 | 29–21  | 25–24  | 4 apr  | 26–27  |
| Helius           | 24–22  | 23–23  | 20–25  | 22–29  | 20–23  |        | 23–21  | 27–28 | 21–20  | 28 mrt | 24–28  | 18–22  |
| HMS/Achilles     | 31–29  | 29–27  | 4 apr  | 24–28  | 21 mrt | 20–16  |        | 23–20 | 18–20  | 20–24  | 27–26  | 22–16  |
| De Meeuwen       | 30–26  | 22 mrt | 27–19  | 28–33  | 27–23  | 20–20  | 24–22  |       | 29 mrt | 24–30  | 36–27  | 21–20  |
| U.S. 2           | 22 mrt | 4 apr  | 23–23  | 30–27  | 29–22  | 22–20  | 24–16  | 19–19 |        | 31–29  | 25–34  | 30–27  |
| Van Tiel/Ventura | 4 apr  | 39–23  | 21 mrt | 19–27  | 28–17  | 24–17  | 30–30  | 34–25 | 29–17  |        | 28–27  | 27–23  |
| KRAS/Volendam 3  | 39–32  | 26–34  | 31–28  | 33–38  | 36–22  | 32–24  | 29 mrt | 31–25 | 24–15  | 30–28  |        | 36–25  |
| HC Zeeland       | 17–22  | 30–23  | 22–22  | 20–26  | 22–17  | 5 apr  | 25–12  | 19–19 | 19–17  | 20–20  | 22 mrt |        |

## Hoofdklasse D

### Teams
| Ploeg              | Plaats       | Provincie     | Hal              |
| ------------------ | ------------ | ------------- | ---------------- |
| AHC '31            | Amsterdam    | Noord-Holland | Sporthallen Zuid |
| DEF-Fire/Aristos 2 | Amsterdam    | Noord-Holland | Aristoshal       |
| De Blinkert        | Haarlem      | Noord-Holland | R.v.d.Geesthal   |
| Cometas 2          | Leeuwarden   | Friesland     | Kalverdijkje 2   |
| C.S.V. Handbal     | Castricum    | Noord-Holland | De Bloemen       |
| Havas 2            | Almere       | Flevoland     | Indische Buurt   |
| HCLB               | Baarn        | Utrecht       | De Trits         |
| Vido               | Purmerend    | Noord-Holland | Vido/De Beuk     |
| KRAS/Volendam 4    | Volendam     | Noord-Holland | Opperdam         |
| Vrone/Berdos 2     | Sint Pancras | Noord-Holland | de Oostwal       |
| Commandeur/VVW     | Wervershoof  | Noord-Holland | de Dars          |
| Zaanstreek         | Zaandam      | Noord-Holland | de Tref          |

>> Resterende programma afgelast, het getoonde is de oorspronkelijke planning. <<

### Stand
| Pos | Team               | Wed | W  | G | V  | Ptn | DV  | DT  | +/−  | Opmerking                                                |
| --- | ------------------ | --- | -- | - | -- | --- | --- | --- | ---- | -------------------------------------------------------- |
| 1   | Havas 2            | 19  | 15 | 0 | 4  | 30  | 547 | 408 | +139 | Promoveert naar de tweede divisie                        |
| 2   | KRAS/Volendam 4    | 19  | 15 | 1 | 3  | 29  | 508 | 438 | +70  |                                                          |
| 3   | Commandeur/VVW     | 18  | 14 | 0 | 4  | 28  | 512 | 399 | +113 |                                                          |
| 4   | DEF-Fire/Aristos 2 | 19  | 13 | 2 | 4  | 26  | 534 | 419 | +115 |                                                          |
| 5   | HCLB               | 19  | 11 | 2 | 6  | 24  | 541 | 505 | +36  |                                                          |
| 6   | Vido               | 19  | 8  | 1 | 10 | 17  | 479 | 484 | −5   |                                                          |
| 7   | AHC '31            | 19  | 7  | 1 | 11 | 15  | 412 | 464 | −52  |                                                          |
| 8   | Zaanstreek         | 18  | 7  | 0 | 11 | 14  | 459 | 520 | −61  |                                                          |
| 9   | De Blinkert        | 19  | 6  | 2 | 11 | 14  | 384 | 473 | −89  |                                                          |
| 10  | C.S.V. Handbal     | 19  | 6  | 0 | 13 | 12  | 380 | 444 | −64  | Nacompetitie voor degradatie naar de regio eerste klasse |
| 11  | Vrone/Berdos 2     | 19  | 3  | 2 | 14 | 8   | 467 | 542 | −75  | Degraderen naar de regio eerste klasse                   |
| 12  | Cometas 2          | 19  | 2  | 1 | 16 | 3   | 391 | 518 | −127 | Degraderen naar de regio eerste klasse                   |

1. ↑  KRAS/Volendam 4 heeft 2 punten in mindering gekregen.
2. ↑  DEF-Fire/Aristos 2 heeft 2 punten in mindering gekregen.
3. ↑  Cometas 2 heeft 2 punten in mindering gekregen.

### Programma/Uitslagen
| Thuis \ Uit        | AHC    | ARI    | BLI    | COM   | CSV    | HAV    | HLB    | V&B    | VID    | VOL    | VVW    | ZAA    |
| ------------------ | ------ | ------ | ------ | ----- | ------ | ------ | ------ | ------ | ------ | ------ | ------ | ------ |
| AHC '31            |        | 26–22  | 27–17  | 19–18 | 23–12  | 18–30  | 19–29  | 26–26  | 17–30  | 21–29  | 20–30  | 29 mrt |
| DEF-Fire/Aristos 2 | 24–20  |        | 29–13  | 23–15 | 28–16  | 28 mrt | 20–20  | 21–24  | 39–20  | 30–24  | 29–23  | 34–16  |
| De Blinkert        | 23–20  | 31–30  |        | 22–19 | 21–17  | 20–21  | 20–26  | 26–23  | 22–22  | 25–25  | 29 mrt | 24–26  |
| Cometas 2          | 24–30  | 23–28  | 22 mrt |       | 22–20  | 19–27  | 29 mrt | 28–31  | 20–31  | 21–24  | 17–32  | 30–25  |
| C.S.V. Handbal     | 20–17  | 5 apr  | 16–17  | 21–16 |        | 21–17  | 24–35  | 18–17  | 23–21  | 27–28  | 22 mrt | 25–29  |
| Havas 2            | 30–12  | 28–31  | 40–14  | 32–18 | 29–12  |        | 33–22  | 5 apr  | 35–25  | 22 mrt | 25–20  | 33–21  |
| HCLB               | 22 mrt | 33–33  | 5 apr  | 32–26 | 29–20  | 24–28  |        | 33–18  | 32–29  | 25–34  | 32–31  | 32–38  |
| Vrone/Berdos 2     | 28–32  | 24–33  | 24–21  | 30–30 | 21–27  | 32–36  | 26–28  |        | 28 mrt | 26–28  | 27–28  | 28–33  |
| Vido               | 4 apr  | 21 mrt | 25–13  | 28–14 | 21–18  | 26–29  | 27–26  | 35–21  |        | 19–24  | 27–34  | 23–30  |
| KRAS/Volendam 4    | 22–20  | 19–30  | 26–15  | 30–17 | 29 mrt | 23–21  | 23–28  | 27–23  | 32–24  |        | 29–21  | 33–21  |
| Commandeur/VVW     | 27–17  | 24–23  | 31–19  | 33–14 | 24–21  | 27–15  | 32–28  | 32–18  | 29–13  | 5 apr  |        | 12 mrt |
| Zaanstreek         | 23–28  | 20–27  | 26–21  | 5 apr | 29–22  | 23–38  | 24–27  | 22 mrt | 26–33  | 24–28  | 25–34  |        |